# Quy Nhơnstadion
Het Quy Nhơnstadion (Vietnamees: Sân vận động Quy Nhơn) is een multifunctioneel stadion in Quy Nhơn, een stad in Vietnam. 
Het stadion wordt vooral gebruikt voor voetbalwedstrijden, de voetbalclub Bình Định F.C. maakt gebruik van dit stadion. In het stadion is plaats voor 25.000 toeschouwers.